# Theo van der Pas
Matheus Wilhelmus (Theo) van der Pas (Den Haag, 5 oktober 1902 – aldaar, 1 december 1986) was een Nederlands pianist en muziekpedagoog.
Hij was zoon van Grenadier-militair (en in 1924 schrijver bij de Algemene Rekenkamer)  Willem Pieter Fredrik Gustaaf van der Pas en Jacoba Vis. Zijn zussen Jacoba van der Pas en Helena van der Pas werden danseres in respectievelijk Duitsland en  Engeland. Zijn broer Gustaaf Willem Frederik van der Pas werd violist te Parijs.
Hij huwde Jacoba Gilberta Rudolphine Middelraad. Dochter Thea van der Pas was sopraan, zoon Wim van der Pas schreef Theo van der Pas, een leven met muziek, een biografie over zijn vader.
Theo van der Pas kreeg zijn opleiding aan het Haags conservatorium van Carel Oberstadt en Karel Textor. Verdere studies vonden plaats bij Percy Grainger en Robert Casadesus. In 1917 begeleidde hij zijn zusters tijdens een dansavond. Nadat hij op 17-jarige leeftijd zijn diploma had gehaald begon hij aan een loopbaan solopianist, waarbij hij optrad onder de dirigenten Peter van Anrooy, Hermann Abendroth en Hans Weisbach. Naast optredens binnen orkestwerken, trad hij ook op als begeleider van solisten waaronder Carl Flesch, Nathan Milstein, Georg Kulenkampf, Jelly d'Aranyi, Isolde Menges, Gregor Pjatigorski en cellist Emanuel Feuermann. In 1927 haalde hij op het Internationaal Frederick Chopin Piano Concours het "diplome de distinction". Kruseman noemt hem in 1939 “tot de beste onder de jongere Nederlandse pianisten”. De componist waarnaar de wedstrijd is genoemd, Frédéric Chopin, was een van de lievelingscomponisten van Van der Pas. In 1956 trok hij zich als concert/begeleidingspianist terug en ging nog door als hoofdleraar piano aan het Haags conservatorium. Onder zijn leerlingen bevonden zich Joop Stokkermans, Rob van Kreefeld en Rudy de Heus.
Kunstenaar Han van Meegeren portretteerde hem. Theo van der Pas was lid van de Haagse Kunstkring. In 1952 was hij jurylid bij de Koningin Elisabethwedstrijd in België. Tussen 1931 en 1956 was Van der Pas 38 keer solist bij het Concertgebouworkest. Hij speelde onder de leiding van de dirigenten Nico Treep, Eduard van Beinum, Willem van Otterloo, Willem Mengelberg, Toon Verhey, Jan Koetsier, Eugen Jochum, Hugo Balzer, Charles Munch, Hein Jordans, Basil Cameron, Pierre Monteux en Erich Leinsdorf.